# Wilmersdorfer Straße
La Wilmersdorfer Straße (letteralmente: «strada di Wilmersdorf») è un'importante strada urbana della città tedesca di Berlino, che attraversa da nord a sud il quartiere di Charlottenburg.
A Berlino costituisce un esempio unico di asse commerciale pedonalizzato, modello invece molto frequente nelle altre grandi città europee.

## Storia
La strada, di antica origine, era secoli fa un viottolo di campagna che collegava i paesi di Lützow e Wilmersdorf.
Il tratto centrale della via, compreso fra la Schillerstraße e la Krumme Straße, venne pedonalizzato nel 1978; esso è ricco di negozi e grandi magazzini, e costituisce un esempio unico di strada pedonale nella città di Berlino.

## Tracciato
La Wilmersdorfer Straße ha origine dalla Otto-Suhr-Allee, poco ad ovest del municipio di Charlottenburg, e si dirige verso sud con un percorso rettilineo.
Oltrepassata la Stadtbahn curva leggermente verso ovest terminando ad Adenauerplatz.

## Trasporti
Sotto la Wilmersdorfer Straße corre la linea U7 della metropolitana, con le stazioni Bismarckstraße (servita anche dalla linea U2), Wilmersdorfer Straße e Adenauerplatz.